# Bragi Boddason
Bragi Boddason was een Skald die bekend is om zijn bijdragen aan de Poëtische Edda. Bragi is bekend uit het latere werk van Snorri Sturluson, waarin verschillende keren naar de dichtwerken van Boddason wordt verwezen. Hij leefde en werkte in de negende eeuw aan de hoven van verschillende Zweedse vorsten. Het skaldische gedicht Ragnarsdrápa, dat ook door Snorri wordt geciteerd, wordt aan Bragi toegeschreven. Bragi wordt genoemd in het Landnámabók. Daaruit weten we dat Bragi was getrouwd met Lopthœna, de dochter van Erpr lútandi, een andere Skald.